# Beberibe
Beberibe este un oraș în statul Ceará (CE) din Brazilia.